# Ekkehard Otto
Ekkehard Otto (* 10. April 1928 in Zwickau; † 26. November 2012) war ein deutscher Kammersänger im Fach Tenor. 

## Wirken
Otto begann seine Karriere als Chorsänger, wurde kurz darauf Solist.  Von 1956 bis 1961 und in der Spielzeit 1974/75 war Otto fest am Theater Zwickau engagiert. Neben seiner Tätigkeit als Sänger engagierte sich Otto in der Kirchenmusik und in der Arbeit mit Chören. Otto kehrte oft zu Gastspielen an sein Theater in Zwickau zurück. In seiner Heimatstadt Zwickau war Otto von 1961 bis 2004 Stadtrat.

## Auszeichnungen
Ekkehard Otto war 1972 Träger des Robert-Schumann-Preises seiner Heimatstadt Zwickau. „Für sein erfolgreiches langjähriges Wirken und Eintreten zum Wohle der Stadt [Zwickau] und ihrer Bürgerschaft wurde Ekkehard Otto zum Theaterball 2005 die Stephan-Roth-Bürgermedaille feierlich verliehen.“